# Mory Dounoh
Mory Dounoh, né le 7 août 1985 à Labé en Guinée, est un juriste et homme politique guinéen.
Il est conseiller depuis le 22 janvier 2022 au sein du Conseil national de la transition dirigé par Dansa Kourouma.

## Biographie

### Parcours professionnel
Mory Dounoh est depuis 2021 président du conseil d'administration du centre guinéen de promotion et de protection des droits de l'Homme (CPDH), en 2018  conseiller juridique de l'institution nationale indépendante des droits d l'Homme (INIDH) et de 2015 à 2018 conseiller technique à institution nationale indépendante des droits de l'Homme.

### Conseil national de la transition
Le 22 janvier 2022, Mory Dounoh est nommé par décret membre du Conseil national de la transition en tant que représentant des organisations de défense des droits de l'Homme,,.